# Максиз (Џорџија)
Максиз (енгл. Maxeys) град је у америчкој савезној држави Џорџија. По попису становништва из 2010. у њему је живело 224 становника.

## Демографија
Према попису становништва из 2010. у граду је живело 224 становника, што је 14 (6,7%) становника више него 2000. године.
| Група             | 2000.       | 2010.       |
| Белци             | 194 (92,4%) | 208 (92,9%) |
| Афроамериканци    | 6 (2,9%)    | 13 (5,8%)   |
| Азијати           | 0 (0,0%)    | 0 (0,0%)    |
| Хиспаноамериканци | 6 (2,9%)    | 0 (0,0%)    |
| Укупно            | 210         | 224         |